# Ihithe
Ihite est un village de la province centrale du Kenya, proche de Nyeri. Non loin se trouvent le mont Kenya et les Aberdare. La principale activité économique est l'agriculture. Le café et le thé sont les principales cultures commerciales et le maïs est la principale culture vivrière. La région est aussi une importante destination touristique. Il s'agit de la ville de naissance de la Prix Nobel de la Paix Wangari Muta Maathai et d'où l'école primaire ou alla Wangari Muta Maathai se situe.

## Personnalités
- Wangari Muta Maathai (1940-2011), prix Nobel de la Paix et militante pour l'environnement, est née à Ihithe.